# Trener Roku Ligi Mistrzów FIBA
Trener Roku Ligi Mistrzów FIBA – nagroda przyznawana co sezon najlepszemu trenerowi sezonu regularnego koszykarskiej Ligi Mistrzów prowadzonej przez organizację FIBA. Liga reprezentuje trzeci poziom międzynarodowych rozgrywek koszykarskich w Europie. Nagroda jest przyznawana od sezonu 2017/2018.

## Laureaci
| Sezon     | Trener       | Nar.              | Klub                     | Bilans | % zwycięstw | Przypisy |
| --------- | ------------ | ----------------- | ------------------------ | ------ | ----------- | -------- |
| 2017–2018 | John Patrick | Stany Zjednoczone | MHP Riesen Ludwigsburg   | 14–6   | 70          | [ 1 ]    |
| 2018–2019 | Roel Moors   | Belgia            | Telenet Antwerpia Giants | 11–9   | 55          | [ 2 ]    |